# Nadim Sawalha
Nadim Sawalha (Madaba, Jordânia, 9 de setembro de 1935) é um actor jordão, pai das também actrizes Julia e Nadia Sawalha.

## Biografia
Nadim nasceu em Madaba, Jordânia, em 1935 e mudou-se a Grã-Bretanha na década de 1950 para estudar artes dramáticas. A sua filha Julia revelou em seu episódio de Quem achas que és? que ele próprio não está seguro de sua data de nascimento, mas acha que é ao redor do dia 7 até ao 9 de setembro. Sawalha está casado com Roberta Lane e tem três filhas, Julia, Nadia Sawalha e Dina. Seu irmão é o comediante Nabil Sawalha.

## Filmografia

### Televisão
| Ano         | Título                                            | Papel              | Notas                                                   |
| ----------- | ------------------------------------------------- | ------------------ | ------------------------------------------------------- |
| 1976        | Space: 1999                                       | Zoran              | episódio "The Immunity Syndrome"                        |
| 1976        | The Sweeney                                       | Capitão Shebbeq    | episódio "Visiting Fireman"                             |
| 1976        | Survivors                                         | Amul               | episódio "Lights of London" partes 1 e 2                |
| 1977        | The Professionals                                 | Sheikh Achmeia     | episódio "Long Shot"                                    |
| 1979        | The Knowledge                                     | Arab Man           |                                                         |
| 1979        | Minder                                            | Sardi              | episódio "A Tethered Goat" em Série 1                   |
| 1981 a 1982 | Sorry, I'm A Stranger Here Myself                 | Mumtaz             |                                                         |
| 1984        | Bergerac                                          | Zaki Mansoor       | episódio "A Touch Of Eastern Promise" Temporada 3 Ep. 6 |
| 1985        | Open All Hours                                    | Mr. Gupta          | episódio "Horse-Trading"                                |
| 1990        | House of Cards                                    | Gerent do Banco    | episódio 1                                              |
| 1995        | Dangerfield                                       | Dr. Shaaban Hamada |                                                         |
| 2000        | Arabian Nights                                    | Judge Zadic        |                                                         |
| 2002        | The Last Cavalier                                 |                    |                                                         |
| 2003        | Lawrence of Arabia: The Battle for the Arab World | Narrador           | PBS                                                     |
| 2007        | Diana: Last Days of a Princess                    | Mohammed Al-Fayed  | docudrama                                               |
| 2008        | House of Saddam                                   | Rei Hussein        |                                                         |

## Cinema
| Ano  | Título                     | Papel                                               | Notas |
| ---- | -------------------------- | --------------------------------------------------- | ----- |
| 1973 | Yellow Dog                 | Piloto árabe                                        |       |
| 1973 | A Touch of Class           | Gerente de hotel nocturno                           |       |
| 1974 | Calam                      | Padilla                                             |       |
| 1974 | Gold                       | Um membro do Sindicato                              |       |
| 1974 | Vampira                    | Um representante da companhia aérea.                |       |
| 1975 | O vento e o leão           | O Sherif de Wazan                                   |       |
| 1975 | O regresso da pantera rosa | Guia de museu                                       |       |
| 1977 | Are You Being Served?      | O intérprete do emir                                |       |
| 1977 | Sweeney!                   | Presidente da Conferência de Produtores de Petróleo |       |
| 1977 | Simbad e o olho do tigre   | Hassan                                              |       |
| 1977 | The Spy Who Loved Me       | Aziz Fekkesh                                        |       |
| 1980 | The Awakening              | Dr. El Sadek                                        |       |
| 1985 | Young Sherlock Holmes      | Taberneiro egípcio                                  |       |
| 1987 | The Living Daylights       | Chefe de polícia                                    |       |
| 1987 | Ishtar                     | Dono da loja de tapetes e vendedor de camelos       |       |
| 2005 | Syriana                    | Emir Hamad Al-Subaai                                |       |
| 2006 | The Nativity Story         | Melchor                                             |       |
| 2007 | Whatever Lola Wants        | Adham                                               |       |
| 2008 | Capitão Abu Raed           | Abu Raed                                            |       |
| 2010 | West Is West               | Pir Naseem                                          |       |
| 2015 | The Rendezvous             |                                                     |       |